# Коваль, Павел Григорьевич
Павел Григорьевич Коваль (8 сентября 1957, Москва) — советский футболист, нападающий; российский тренер. Мастер спорта СССР (1976). Заслуженный тренер России (2008).

## Биография
Заниматься футболом начал в 1969 году в спортклубе «Локомотив» Московско-Рязанского отделения МЖД, тренер Владимир Иванович Лопандин. В 1971 году перешёл в ДЮСШ ЦСКА, которую закончил в 1975 году. В составе ЦСКА в чемпионате СССР в 1975—1979 годах провёл 22 матча, забил 4 мяча. В 1979 году перешёл в СКА (Ростов-на-Дону), где до конца сезона сыграл 13 матчей. В 1980 году перешёл в клуб первой лиги «Искра» Смоленск. В 1986 году клуб выбыл во вторую лигу, а Коваль на следующий год завершил карьеру на профессиональном уровне. В 1988—1993 годах находился в составе Группы советских войск в Германии, играл за клубы низших лиг.
Победитель юниорского турнира УЕФА 1976.
В 1993—2007 годах — тренер ДЮСШ ПФК ЦСКА. Среди воспитанников Коваля — Игорь Акинфеев, Александр Салугин, Павел Мамаев, Сергей Самодин. В 2005 и 2006 годах был признан Российским футбольным союзом лучшим детским тренером. Позже — тренер в центре спорта и образования «Локомотив» (Москва).